# Trappistenkloster Zenarruza
Das Trappistenkloster Zenarruza ist seit 1996 ein spanisches Kloster der Trappisten in Zenarruza, östlich Amorebieta-Etxano, Bizkaia, Bistum Bilbao.

## Geschichte
Von 1379 bis zum 19. Jahrhundert bestand im (am Jakobsweg gelegenen) Zenarruza ein Kollegiatstift. Dann geriet die Kirche in Verfall, wurde aber 1948 als baskisches Nationaldenkmal eingestuft und ab 1980 restauriert. Mönche des Klosters La Oliva (Navarra) begannen 1988 eine Klostervorgründung, die 1996 in eine offizielle Gründung überführt und 2008 zum Priorat erhoben wurde.
Obere und Prioren:
- Francisco Elguezábal (1996–2003)
- Eduardo Rincón Fernandez (2003–Januar 2009, Dezember 2009–2014)
- Isaac Totorica Izaguirre (2009, dann Abt von La Oliva)
- Antonio Maria Martín Fernández-Gallardo (2014–)